# GNU LibreJS
GNU LibreJS（または単にLibreJS）は、GNUプロジェクトによって書かれた、Mozilla Firefoxベースのブラウザ用の自由ソフトウェアブラウザ拡張機能である。その目的は、不自由なJavaScriptプログラムをブロックし、自由または些細なJavaScriptを許可することにある。このアドオンは、2009年にリチャード・ストールマンによって初めて説明された、いわゆる「JavaScriptトラップ」に対処するために書かれた。これは、多くのユーザーが知らないうちにウェブブラウザでプロプライエタリソフトウェアを実行している状況を指す。

## 概要
GNU LibreJSは、多くのウェブサイトに存在する不自由なプログラムの実行を拒否する。ルーベン・ロドリゲス（Ruben Rodriguez）とニック・ニビー（Nik Nyby）によってGNUプロジェクトの一部として開発され、GNU IceCatブラウザにデフォルトで含まれている。また、Torでも動作する。
このアドオンはサイトのホワイトリスト化を可能にし、ユーザーがページの管理者に連絡してJavaScriptコードをLibreJSに準拠させるよう説得するためのメールアドレス検出システムを備えている。フリーソフトウェア財団によると、多くのウェブサイト（ホワイトリスト化されていない場合）は、ウェブ上でプロプライエタリなJavaScriptコードが蔓延しているため、アドオンの使用中に機能しなくなるという。それにもかかわらず、プログラマーで活動家のリチャード・ストールマンはGNU LibreJSの使用を支持している。
ストールマンはGoogleを批判し、「一般的に、Googleのサービスのほとんどは、不自由なJavaScriptコードの実行を必要とする。これを拒否した場合（例えば、LibreJSを実行するなど）、これらのサービスを利用できなくなることがわかる。」と述べた。

## 反響
Wiredのクリント・フィンリー（Klint Finley）は、1週間JavaScriptなしで過ごした後、次のように書いている。「フリーソフトウェア財団は、2013年にフリーJavaScriptキャンペーンを開始し、ウェブサイトが自由でオープンソースのJavaScriptコードのみを使用するか、JavaScriptなしでも機能するようにすることを推奨している。ユーザがプロプライエタリなJavaScriptの実行を避けられるように、彼らはFirefoxウェブブラウザ用のプラグインであるLibreJSを開発した。これは、ほとんどのJavaScriptの実行をブロックするが、すべてではない。彼らはまた、エンジニアと協力して、プロプライエタリなJavaScriptへの依存を減らすのに取り組んでいる。」しかし、FSFは「オープンソース」という用語を使用しておらず、その使用に積極的に反対し、代わりに「自由ソフトウェア」という用語を好んでいる。
Boing Boingのコリイ・ドクトロウ氏は、フィンリーの記事について議論し、彼は長年NoScriptを使用しており、JavaScriptでのみ動作する、必要な機能を持つページをホワイトリストに登録することで、フィンリーが指摘した問題を回避したと述べた。
ウェブサイトはJavaScriptなしで動作するか、LibreJSを有効にして動作するかに基づいて批判されたり評価されたりしてきた。

## References
1. ↑  "LibreJS 7.21.1"; 閲覧日: 2023年9月19日; 出版日: 2023年9月17日.
2. 1 2 3  “GNU LibreJS”.   GNU.org. 2015年7月23日閲覧。
3. ↑  “The JavaScript Trap” (2009年3月24日). 2009年3月24日時点のオリジナルよりアーカイブ。2018年12月31日閲覧。
4. 1 2  Richard Stallman. “The JavaScript Trap”.   GNU.org. 2015年7月23日閲覧。
5. ↑  “GNUzilla and IceCat”.   Free Software Foundation. 2025年2月9日閲覧。
6. ↑  “Die sicheren Browser-Alternativen” (英語). PCtipp.ch. 2019年12月23日閲覧。
7. ↑  n8willis (2014年12月3日). “GNU LibreJS 6.0.6 released”.   LWN.net. 2025年2月10日閲覧。
8. ↑  “Installer LineageOS sur son appareil Android - LinuxFr.org”. linuxfr.org. 2019年12月23日閲覧。
9. ↑  “LibreJS - News”.   Savannah. 2025年2月10日閲覧。
10. ↑  wtheaker (2013年10月23日). “LibreJS reaches version 5.4”.   Free Software Foundation. 2025年2月10日閲覧。
11. ↑  “Trolldi : pourquoi Richard Stallman pense que vous ne devriez pas utiliser Google” (フランス語) 2019年12月23日閲覧。
12. ↑  Finley, Klint (2015-11-18). “I Turned Off JavaScript in My Web Browser for a Whole Week and It Was Glorious”. Wired. ISSN 1059-1028 2019年12月23日閲覧。.
13. ↑  Stallman, Richard. “Why Open Source Misses the Point of Free Software”. GNU Project. 2022年9月28日閲覧。
14. ↑  “The Web is pretty great with JavaScript turned off” (英語). Boing Boing (2015年11月18日). 2019年12月23日閲覧。
15. ↑  Gallagher, Sean (2016年6月17日). “Under new management, SourceForge moves to put badness in past” (英語). Ars Technica. 2019年12月23日閲覧。
16. ↑  online, heise (2016年4月26日). “Free Software Foundation: GitHub und SourceForge kommen bei Hosting-Services-Untersuchung nicht gut weg” (ドイツ語). Developer. 2019年12月23日閲覧。